# ملف برلين
ملف برلين هو فيلم أكشن إثارة كوري جنوبي من إخراج ريو سيونغ-وان وبطولة ها جونغ-وو وجون جي هيون، تم عرض الفيلم في كوريا الجنوبية في 31 يناير 2013.

## روابط خارجية
ملف برلين على موقع IMDb (الإنجليزية)
- ملف برلين على موقع ميتاكريتيك (الإنجليزية)
- ملف برلين على موقع نتفليكس (الإنجليزية)
- ملف برلين على موقع قاعدة بيانات الأفلام العربية
- ملف برلين على موقع ألو سيني (الفرنسية)
- ملف برلين على موقع أول موفي (الإنجليزية)
- ملف برلين على موقع بوكس أوفيس موجو (الإنجليزية)
- ملف برلين على موقع فيلمافينيتي (الإسبانية)
- ملف برلين على موقع قاعدة بيانات الفيلم (الإنجليزية)
- ملف برلين على موقع ليتربوكسد (الإنجليزية)